# KNX

KNX-Logo

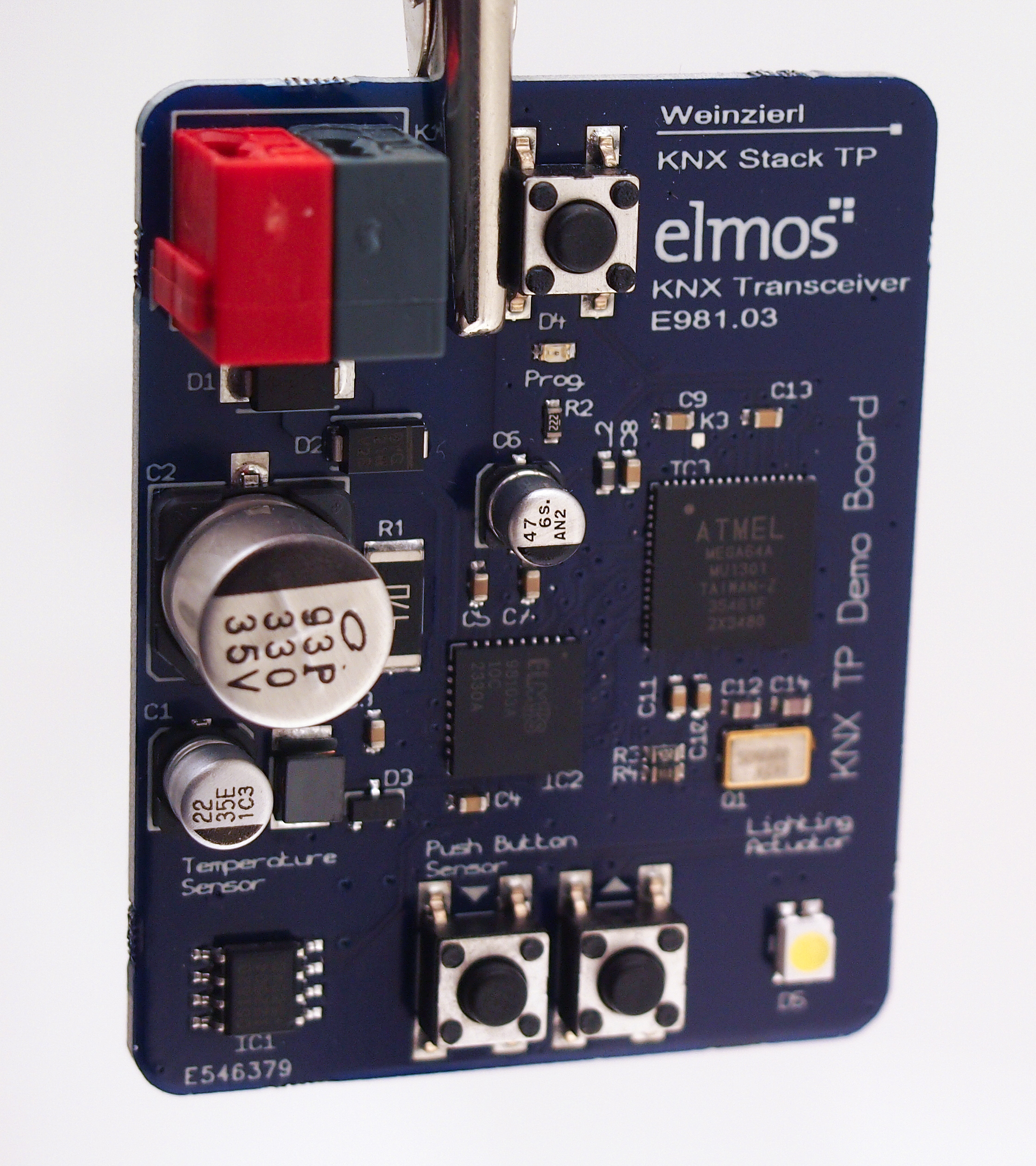
KNX-Transceiver-Board by Elmos

KNX és un estàndard de comunicació per xarxa (EN 50090, EN 50491, ISO/IEC 14543) basat en OSI, utilitzat en instal·lacions domòtiques. És la convergència dels tres estàndards previs: el protocol EHS (European Home Systems), BatiBUS i EIB (European Installation Bus). Aquest estàndard és administrat per la Konnex Association.
El protocol KNX es basa en la pila de comunicació EIB, però complementat amb les capes de EHS i BatiBUS. La capa física d'aquest protocol suporta diversos mitjans:
- Parell trenat: heretat del BatiBUS i del EIB Instabus
- Línia de potència: heretat del EIB i EHS, similar a X10
- Radio
- Infraroig
- Ethernet

Aquest protocol va ser dissenyat independentment de les plataformes físiques. És un estàndard obert acceptat per:
- Estàndard Internacional (ISO/IEC 14543-3)
- Estàndard Canadenc (CSA-ISO/IEC 14543-3)
- Estàndard Europeu (CENELEC EN 50090 i CEN EN 13321-1)
- China Guo Biao(GB/Z 20965)